# Атлетика на Летњим параолимпијским играма 2016 — 400 метара за мушкарце T38
Трка на 400 метара у класи 38 за мушкарце, била је једна од 29 дисциплина атлетског програма на Летњим параолимпијским играма 2016. у Рио де Жанеиру, Бразил. Такмичење је одржано 16. и 17. септембра на Олимпијском стадиону Жоао Авеланж.

## Земље учеснице
Учествовало је 11 такмичара из 8 земаља.
1. Аустралија (1)
2. Ирак (1)
3. Јужноафричка Република (1)
4. Кина (3)
5. Колумбија (2)
6. Малезија (1)
7. Мексико (1)
8. Тунис (1)

## Рекорди пре почетка такмичења
(стање 8. септембра 2016.)
| Рекорди пре почетка Параолимпијских игара 2016.     | Рекорди пре почетка Параолимпијских игара 2016. | Рекорди пре почетка Параолимпијских игара 2016. | Рекорди пре почетка Параолимпијских игара 2016. | Рекорди пре почетка Параолимпијских игара 2016. | Рекорди пре почетка Параолимпијских игара 2016. |
| --------------------------------------------------- | ----------------------------------------------- | ----------------------------------------------- | ----------------------------------------------- | ----------------------------------------------- | ----------------------------------------------- |
| Светски рекорд                                      | 49,33                                           | Мохамед Фархат Чида                             | Тунис                                           | Крајстчерч, Нови Зеланд                         | 29. јун 2011.                                   |
| Параолимпијски рекорд                               | 50,30                                           | Тим Саливан                                     | Аустралија                                      | Сиднеј, Аустралија                              | 27. октобар 2000.                               |
| Рекорди после завршених Параолимпијских игара 2016. |                                                 |                                                 |                                                 |                                                 |                                                 |
| Параолимпијски рекорд                               | 49,46                                           | Диан Неиле Буис                                 | Јужна Африка                                    | Рио де Жанеиро, Бразил                          | 17. септембар 2016.                             |

## Сатница
| Датум               | Време | Ниво               |
| ------------------- | ----- | ------------------ |
| 16. септембар 2016. | 10:00 | Квалификације (Г1) |
| 16. септембар 2016. | 10:07 | Квалификације (Г2) |
| 17. септембар 2016. | 17:59 | Финале             |

Сва времена су по локалном времену (UTC+3)

## Освајачи медаља
|                                          |                  |                                        |
| Диан Неиле Буис · Јужноафричка Република | Ђенвен Ху · Кина | Веинер Хавиер Диаз Москера · Колумбија |

## Резултати

### Квалификације
Квалификације су одржане 16.9.2016. годину у 10:00 и 10:07. Такмичари су биле подељени у две групе. У финале су се пласирали прва 3 такмичара из сваке групе и 2 на основу резултата.,,
| Пласман | Група | Атлетичар                     | Земља                  | Класа | ЛР    | ЛРС   | Резултат | Белешка |
| ------- | ----- | ----------------------------- | ---------------------- | ----- | ----- | ----- | -------- | ------- |
| 1.      | 2     | Веинер Хавиер Диаз Москера    | Колумбија              | Т38   | 52,35 | 52,35 | 52,34    | КВ, ЛР  |
| 2.      | 1     | Диксон де Хесус Окер Веласкез | Колумбија              | Т38   | 51,71 | 51,71 | 53.89    | КВ      |
| 3.      | 1     | Венђуен Џоу                   | Кина                   | Т38   | 51,56 | 53,87 | 54,53    | КВ      |
| 4.      | 2     | Диан Неиле Буис               | Јужноафричка Република | Т38   | 50,81 | 50,81 | 54,66    | КВ      |
| 5.      | 2     | Мохамед Фархат Чида           | Тунис                  | Т38   | 49,33 | 53,43 | 55,75    | КВ      |
| 6.      | 2     | Хуангхао Џунг                 | Кина                   | Т38   | 56,94 | 56,94 | 55,99    | кв', ЛР |
| 7.      | 2     | Ангел Моисес Енрикуез Торес   | Мексико                | Т38   | 56,38 | 56,38 | 56,12    | кв, ЛР  |
| 8.      | 1     | Ђенвен Ху                     | Кина                   | Т38   | 52,54 | 52,54 | 58,37    | КВ      |
| 9.      | 1     | Кришна Кумар Хари Дас         | Малезија               | Т38   | 57,06 | 59,34 | 59,07    | ЛРС     |
|         | 1     | Абас Ал-Дараји                | Ирак                   | Т38   | 53,87 | 53,87 | НС       |         |
|         | 1     | Еван О’Ханлон                 | Аустралија             | Т38   | 49,72 | 56,51 | НС       |         |

### Финале
Такмичење је одржано 17.9.2016. годину у 17:59,,
| Пласман | Атлетичар                     | Земља                  | Класа | Резултат | Белешка |
| ------- | ----------------------------- | ---------------------- | ----- | -------- | ------- |
|         | Диан Неиле Буис               | Јужноафричка Република | Т38   | 49,46    | ПР, ЛР  |
|         | Ђенвен Ху                     | Кина                   | Т38   | 50,27    | РР, ЛР  |
|         | Веинер Хавиер Диаз Москера    | Колумбија              | Т38   | 51,44    | РР, ЛР  |
| 4.      | Мохамед Фархат Чида           | Тунис                  | Т38   | 51,49    | ЛРС     |
| 5.      | Венђуен Џоу                   | Кина                   | Т38   | 52,43    | ЛРС     |
| 6.      | Диксон де Хесус Окер Веласкез | Колумбија              | Т38   | 54,80    |         |
| 7.      | Ангел Моисес Енрикуез Торес   | Мексико                | Т38   | 54,97    | ЛР      |
| 8.      | Хуангхао Џунг                 | Кина                   | Т38   | 55,06    | ЛР      |